# Kanton Dürkheim
Der Kanton Dürkheim (auch Kanton Dürckheim; französisch Canton de Dürkheim) war eine von zehn Verwaltungseinheiten, in die sich das Arrondissement Speyer (franz.: Arrondissement de Spire) im Departement Donnersberg (franz.: Département du Mont-Tonnerre) gliederte. Der Kanton war in den Jahren 1798 bis 1814 Teil der Ersten Französischen Republik (1798–1804) und des Ersten Französischen Kaiserreichs (1804–1814). Hauptort (chef-lieu) und Verwaltungssitz war Dürkheim.
Nachdem die Pfalz 1816 zum Königreich Bayern gekommen war, wurden die Kantone, teilweise mit geändertem Gebietsstand, zunächst beibehalten und waren Teile der Verwaltungsstruktur bis 1919.
Das Verwaltungsgebiet des Kantons Dürkheim lag annähernd vollständig im heutigen Landkreis Bad Dürkheim in Rheinland-Pfalz, die damalige Gemeinde Gronau ist heute ein Ortsteil von Rödersheim-Gronau im Rhein-Pfalz-Kreis.

## Gemeinden und Mairies
Nach amtlichen Tabellen aus den Jahren 1798 und 1811 gehörten zum Kanton Dürkheim folgende Gemeinden, die verwaltungsmäßig Mairies zugeteilt waren (Ortsnamen in der damaligen Schreibweise); die Einwohnerzahlen (Spalte „EW 1815“) sind einer Statistik von 1815 entnommen; die Spalte „vor 1792 zugehörig“ nennt die landesherrliche Zugehörigkeit vor der französischen Inbesitznahme.
| Gemeinde                | Mairie       | EW 1815    | vor 1792 zugehörig                      | Anmerkungen                                       |
| ----------------------- | ------------ | ---------- | --------------------------------------- | ------------------------------------------------- |
| Dackenheim              | Dackenheim   | 376        | Kurpfalz                                |                                                   |
| Deidesheim              | Deidesheim   | 1.760      | Hochstift Speyer                        |                                                   |
| Dürckheim               | Dürckheim    | 4.920      | Leiningen-Dagsburg                      | heute Bad Dürkheim                                |
| Ellerstadt              | Ellerstadt   | 640        | Sickingen oder Wartenberg               |                                                   |
| Erpolsheim              | Erpolsheim   | 394        | Leiningen-Dagsburg                      | heute Erpolzheim                                  |
| Forst                   | Forst        | 695        | Hochstift Speyer                        | heute Forst an der Weinstraße                     |
| Freinsheim              | Freinsheim   | 1.568      | Kurpfalz                                |                                                   |
| Friedelsheim            | Friedelsheim | 580        | Kurpfalz                                |                                                   |
| Gönheim                 | Gönheim      | 480        | Kurpfalz                                | heute Gönnheim                                    |
| Grethen                 | Hartenburg   | [ Anm. 1 ] | Kurpfalz                                | seit 1935 Stadtteil von Bad Dürkheim              |
| Hartenburg              | Hartenburg   | [ Anm. 1 ] | Leiningen-Dagsburg                      | seit 1969 Stadtteil von Bad Dürkheim (Hardenburg) |
| Hausen                  | Hartenburg   | [ Anm. 1 ] | Kurpfalz                                | heute zu Grethen gehörender OT von Bad Dürkheim   |
| Herxheim am Berg        | Weissenheim  | 499        | Hochstift Speyer und Leiningen-Dagsburg |                                                   |
| Kallstadt               | Kallstadt    | 680        | Leiningen-Dagsburg                      |                                                   |
| Leistadt                | Kallstadt    | 702        | Leiningen-Dagsburg                      | seit 1969 Stadtteil von Bad Dürkheim              |
| Niederkirchen           | Deidesheim   | 850        | Hochstift Speyer                        | heute Niederkirchen bei Deidesheim                |
| Rödersheim              | Rödersheim   | 646        | Hochstift Speyer                        | heute Ortsteil von Rödersheim-Gronau              |
| Röhrig                  | Hartenburg   | [ Anm. 1 ] | Kurpfalz                                | heute „Im Röhrich“ in Grethen                     |
| Seebach                 | Hartenburg   | [ Anm. 1 ] | Kurpfalz                                | seit 1935 Stadtteil von Bad Dürkheim              |
| Ungstein und Pfeffingen | Ungstein     | 860        | Leiningen-Dagsburg                      | seit 1969 Stadtteil von Bad Dürkheim (Ungstein)   |
| Wachenheim an der Haard | Wachenheim   | 2.200      | Kurpfalz                                | heute Wachenheim an der Weinstraße                |
| Weissenheim am Berg     | Weissenheim  | 650        | Leiningen-Dagsburg                      | heute Weisenheim am Berg                          |

Anmerkungen:
1. 1 2 3 4 5  Die Einwohnerzahlen von Hardenburg, Grethen, Hausen, Röhrich und Seebach sind bei Dürkheim enthalten.

## Geschichte
Vor der Annexion des Linken Rheinufers in den französischen Revolutionskriegen (1794) gehörten die Ortschaften im 1798 eingerichteten Verwaltungsbezirk des Kantons Dürkheim zu vier verschiedenen Territorien: zur Herrschaft Hardenburg im Besitz der Fürsten von Leiningen, zur Kurpfalz und zum Hochstift Speyer; ein Ort gehörte den Grafen von Sickingen, nach anderen Quellen den Grafen von Wartenberg.
Von der französischen Direktorialregierung wurde 1798 die Verwaltung des Linken Rheinufers nach französischem Vorbild reorganisiert und damit u. a. eine Einteilung in Kantone übernommen. Die Kantone waren zugleich Friedensgerichtsbezirke. Der Kanton Dürkheim gehörte zum Arrondissement Speyer im Departement Donnersberg. Der Kanton gliederte sich in 22 Gemeinden, die von 15 Mairies verwaltet wurden.
Nachdem im Januar 1814 die Alliierten das Linke Rheinufer wieder in Besitz gebracht hatten, wurde im Februar 1814 das Département Donnersberg und damit auch der Kanton Dürkheim Teil des provisorischen Generalgouvernements Mittelrhein. Nach dem Pariser Frieden vom Mai 1814 wurde dieses Generalgouvernement im Juni 1814 aufgeteilt, das Département Donnersberg wurde der neu gebildeten Gemeinschaftlichen Landes-Administrations-Kommission zugeordnet, die unter der Verwaltung von Österreich und Bayern stand.

## Bayerischer Kanton Dürkheim
Aufgrund der auf dem Wiener Kongress getroffenen Vereinbarungen kam das Gebiet im Juni 1815 zu Österreich. Die gemeinschaftliche österreichisch-bayerische Verwaltung wurde vorerst beibehalten. Am 14. April 1816 wurde zwischen Österreich und Bayern ein Staatsvertrag geschlossen, in dem ein Austausch verschiedener Staatsgebiete vereinbart wurde. Hierbei wurden die linksrheinischen österreichischen Gebiete zum 1. Mai 1816 an das Königreich Bayern abgetreten.
Der bayerische Kanton Dürkheim gehörte im neu geschaffenen Rheinkreis zunächst zur Kreisdirektion Frankenthal. Nach der Untergliederung des Rheinkreises in Landkommissariate (1818) gehörte der Kanton Dürkheim zum Landkommissariat Neustadt. In dieser Zeit erfolgte auch eine Gebietsänderung, die Gemeinde Bobenheim am Berg wurde aus dem Kanton Grünstadt und die Gemeinde Weisenheim am Sand aus dem Kanton Frankenthal in den Kanton Dürkheim eingegliedert. Die heute zu Bad Dürkheim gehörenden Stadtteile Sankt Grethen, Röhrig und Hausen wurden zusammengefasst. Teilweise wurde Niederkirchen in Nachschlagewerken aus der ersten Hälfte des 19. Jahrhunderts als Teil der Gemeinde Deidesheim aufgeführt.
Zum bayerischen Kanton Dürkheim gehörten nach 1817 insgesamt 22 Gemeinden:
| - Bobenheim am Berg - Dackenheim - Deidesheim mit Niederkirchen - Dürkheim - Ellerstadt - Erpolzheim - Forst | - Freinsheim - Friedelsheim - Gönnheim - Grethen und Hausen - Hardenburg - Herxheim am Berg - Kallstadt | - Leistadt - Rödersheim - Seebach - Ungstein und Pfeffingen - Wachenheim an der Haardt - Weisenheim am Berg - Weisenheim am Sand |

In einer 1836 erstellten Statistik wurden im Kanton Dürkheim 26.036 Einwohner gezählt, davon waren 8.572 Katholiken, 16.264 Protestanten, 198 Mennoniten und 1.002 Juden.
Ab 1852 galt der Kanton Dürkheim, so wie alle Kantone in der Pfalz, als Distriktsgemeinde. 1919 wurden die Kantone/Distriktsgemeinden durch die räumlich mit den Bezirksämtern deckungsgleichen und in ihrer Stellung als Selbstverwaltungsorgane deutlich gestärkten Bezirke (seit 1939 Landkreise) ersetzt.